# Mecaphesa sjostedti
Mecaphesa sjostedti là một loài nhện trong họ Thomisidae.
Loài này thuộc chi Mecaphesa. Mecaphesa sjostedti được Lucien Berland miêu tả năm 1924.